# Issa Laye Thiaw
Pour les articles homonymes, voir Thiaw.
Issa Laye Thiaw, né en 1943 à Sangué (région de Thiès, décès 10 septembre 2017, Sénégal), est un historien, théologien et essayiste sénégalais, ancien chercheur au Centre d’études des civilisations (CEC) de Dakar,. 
Né dans une famille sérère, lui-même fils d'un prêtre sérère (Saltigué), c'est un spécialiste de la religion sérère, de la tradition et de l'histoire des Sérères.

## Sélection de travaux
- La femme Seereer (Sénégal), L'Harmattan, Paris, septembre 2005, 282 p.  (ISBN 2-7475-8907-2)[4]
- La religiosité des Seereer, avant et pendant leur islamisation, in Éthiopiques, no 54, volume 7, 2e semestre 1991[5]
- Religions et arbres à travers les âges, colloque à la Fondation Konrad Adenauer, Dakar, 2009[6]